# تعليم إسكتلندا
تعليم إسكتلندا هي وكالة تنفيذيه للحكومة الإسكتلندية مكلفة بتحسين نوعية جودة النظام التعليمي الموجود في البلاد.

## التأسيس
تم الإعلان عن إنشاء الوكالة من قبل وزير التعليم الحكومي الإسكتلندي ووزير خزانة التعلم مدى الحياة ميخائيل راسيل في 14 أكتوبر2010.
كان الغرض منه الجمع بين العمل ومسؤوليات مفتشية التعليم في اسكتنلندا التابعة لمفتشية جلالة الملكة للتربية والتعليم وكالة تنفيذية للحكومة الإسكتلندية الذي كان عنوانه في الأصل الوكالة الاستكلندية لجودة التعليم وتحسينه (SEQIA).
تم تغير الاسم في وقت لاحق إلى التعليم في إسكتلندا وأنشئت الوكالة تحت هذا الاسم في 1يوليو 2011.
في مجال التعليم في إسكتلندا أدرجت أيضاً فريق السلوك الإيجابي التابع للحكومة الإسكتلندية الذي يهدف إلى دعم المدارس والسلطات المحلية الإسكتلندية لإدخال وإدماج النهج الذي يعزز العلاقات والسلوك الإيجابي، والفريق الوطني المعني بالتنمية الاجتماعية الذي يهدف إلى تقديم الدعم الاستراتيجي للتنمية المهنية المستمرة والاستعراض المهني في جميع أنحاء التعليم الإسكتلندي (CPD).

## الاختصاص
الهدف الأساسي للتعليم في إسكتلندا وأولوياته الاستراتيجية هي:
- قيادة ودعم التنفيذ الناجح للمنهج الدراسي
- بناء قدرات مقدمي التعليم والممارسين لتحسين أدائهم
- لتعزيزالتعلم والقيادة المهنية عالية الجودة
- لتحفيز الإبداع والابتكار
- تقديم تقييم مستقل لنوعية توفير التعليم
- تقديم المشورة القائمة على الأدلة للاسترشاد بها في السياسة الوطنية
- تطوير شعبها وتحسين قدرتها التنظيمية

## مجالات العمل الرئيسية
- تقييم جودة التعلم والتدريس في المدارس والخدمات التعلمية الإسكتلندية من خلال فحص ومراجعة التعليم الإسكتلندي
- توفير الدعم والموارد للتعلم والتدريس عن طريق التعلم في إسكتلندا على الإنترنت.